# Прикордонна служба ФСБ Росії
Прикордонна служба ФСБ Росії — спеціальна служба, задачею якої є охорона, захист і оборона державних кордонів Російської Федерації. Структурно входить до складу ФСБ РФ. Прикордонна служба Росії відповідальна за захист сухопутних і водних кордонів, а також морських біологічних ресурсів у виключній економічній зоні РФ.

## Історія
Спеціалізовані прикордонні війська з'явилися на території сучасної Росії в XIV-XV століттях. З 1512 року охорона кордонів називалася «прикордонною службою», а в 1571 році був створений перший статут прикордонної варти. У Російській імперії ці підрозділи називалися митною, а з 1832 року — прикордонною вартою.
Після Жовтневого перевороту декретом від 28 травня 1918 року була створена прикордонна охорона, яка з 1 лютого 1918 року стала прикордонними військами. До 1920 року вони підпорядковувалися Наркомату з військових справ.
У 1920 році охорону кордонів було передано ВНК, а згодом ДПУ та ОДПУ. Формування структури військ завершилося до 1924-1926 років. З серпня 1937 року охорона кордонів покладалася на прикордонні війська НКВС, а з 1957 року — на КДБ.
Під час Другої світової війни прикордонники брали участь у боях, понад 17 тисяч були нагороджені, а 158 отримали звання Героя Радянського Союзу.
Після розпаду СРСР, 12 червня 1992 року, на основі прикордонних військ СРСР були створені прикордонні війська Російської Федерації. У 1993 році була створена Федеральна прикордонна служба, яка в 2003 році стала частиною ФСБ.

## Керівництво

### Берегова охорона
- (з 2017) віце-адмірал Медведєв Геннадій Миколайович[5]